# Польское биофизическое общество
Польское биофизическое общество (пол. Polskie Towarzystwo Biofizyczne) — польское научное общество, основанное в 1971 году во Вроцлаве. Одним из основателей и первым председателем Общества был доктор наук, профессор Адам Пашевский (1971—1974 гг.).
Согласно Уставу, целью Общества является поддержка развития и популяризация достижений биофизики в Польше.
В состав Общества входят 12 региональных филиалов, представители которых участвуют в регулярно проводимых Обществом съездах.
Официальным печатным органом Общества с 1972 года является научный журнал Current Topics in Biophysics.
Общество является организатором и соорганизатором научных конференций, конгрессов, симпозиумов и семинаров для профильных специалистов, сотрудничает с международными биофизическими ассоциациями, является членом Ассоциации европейских биофизических обществ (EBSA).
Председателем Общества является доктор наук Piotr Bednarczyk.
Актуальная информация о деятельности Общества публикуется на сайте www.ptbf.pl.